# كأس روسيا لكرة القدم 2011–12
كأس روسيا لكرة القدم 2011–12 (بالروسية: Кубок России по футболу 2011/2012)‏ هو الموسم 20 من  كأس روسيا لكرة القدم. أقيم خلال الفترة 20 أبريل 2011 وحتى 9 مايو 2012، وأشرف على تنظيمه اتحاد روسيا لكرة القدم، وكان عدد الأندية المشاركة فيه  114، وفاز فيه روبين كازان.